# Cawdor Barracks

i7
i11
i13
Die Cawdor Barracks sind eine Kaserne der British Army im Westen der walisischen Grafschaft Pembrokeshire östlich St Davids' am Rand des Pembrokeshire-Coast-Nationalparks. Die Kaserne befindet sich auf dem Gelände eines früheren Militärflugplatzes von Royal Air Force und Royal Navy. Die fliegerische Nutzung wurde abgesehen von einem Hubschrauberlandeplatz 1992 beendet.

## Geschichte
Der Standort wurde 1944 als Royal Air Force Station Brawdy, kurz RAF Brawdy als Satellitenflugplatz von RAF St Davids eröffnet. Während des Zweiten Weltkriegs diente er dem RAF Bomber Command, dass hier Halifax und B-17 stationierte.

### RNAS Brawdy
Zum Jahresanfang 1946 wurde die Station an den Fleet Air Arm der Royal Navy übergeben. Die Royal Naval Air Station Brawdy, kurz RNAS Brawdy, diente zunächst lediglich als Ausweichplatz für RNAS Dale.

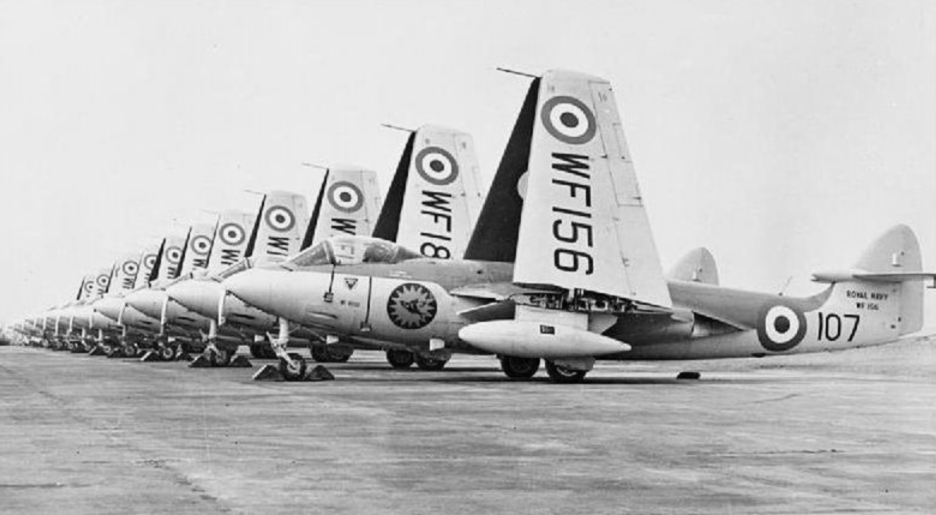
Sea Hawks, RNAS Brawdy, 1954

Am 4. September 1952 wurde sie als „HMS Goldcrest“ in Dienst gestellt und diente ab 1953 zunächst als Stützpunkt von Sea Hawks.
Zwischen 1963 und 1971 lagen hier dann als Hauptnutzer Gannets und Hunters. Die Gannets wurden als Frühwarn-Flugzeuge und die Hunter zur Fortgeschrittenenschulung eingesetzt. In dieser Zeit des Kalten Kriegs wäre Brawdy im Ernstfall Einsatzplatz von RAF-V-Bombern gewesen.
Die Royal Navy verließ die Basis 1971. Sie wurde in Folge vom Umweltministerium verwaltet.

### RAF Brawdy
Im Februar 1974 kehrte die Royal Air Force nach RAF Brawdy zurück und stationierte hier zwischen September 1976 und Juli 1978 einen Schwarm SAR-Hubschraubern des Typs  Whirlwind HAR.10, die D Flight der 22. Squadron.
Bereits seit September 1974 war die mit Hunter F.6, FGA.9 und T.7 ausgerüstete No. 1 Tactical Weapons Unit (1 TWU) in RAF Brawdy stationiert. Die Einheit erhielt später die Hawk T.1A, in dieser Zeit unterstanden ihr die 79. und 234. Squadron. Die RAF stellte den Flugbetrieb in RAF Brawdy 1992 ein und die Basis wurde später an die Armee übergeben.

### Cawdor Barracks
Der Armee-Standort wurde 1995 als Cawdor-Kaserne, benannt nach den örtlichen Grafen, eröffnet und diente fortan dem 14th Signal Regiment, einer Einheit für die Elektronische Kampfführung, als Standort. Ihm unterstanden fünf Squadrons, eines davon diente der Einsatzführung. Alle bis auf eins der vier Signal Squadrons lagen in Brawdy.

## Heutige Nutzung
Die Kaserne ist nach wie vor Standort des 600 Mann starken 14th Signal Regiment des Britischen Heeres.
Im Jahr 2013 wurde bekannt, dass das Regiment nach 2018 auf den Stützpunkt St. Athan verlegt werden und der Standort Brawdy aufgegeben werden sollte, der Schließungstermin wurde jedoch 2016 auf 2024 verschoben.